# Крысин, Павел Афиногенович
Павел Афиногенович Кры́син (25 января 1923, Басурманы, Чебоксарский уезд, Чувашская автономная область, РСФСР, СССР — 22 сентября 2014 или 20 сентября 2014, Чебоксары) — советский журналист, писатель, участник Великой Отечественной войны. Председатель Государственного Комитета Чувашской АССР по телевидению и радиовещанию (1965—1984).

## Биография
В 1942 году окончил Мариинско-Посадский техникум землеустройства и мелиорации.
В мае 1942 году добровольцем ушёл на фронт. Служил десантником, сапёром-подрывником, писарем-чертёжником в 110-й гвардейской стрелковой дивизии; участвовал в боевых действиях на Северном Кавказе, Украине, в Чехословакии, на Дальнем Востоке (Забайкальский фронт).
В 1950 году окончил Казанский юридический институт, затем работал в Шумерлинской районной прокуратуре, в Чувашском обкоме КПСС. С сентября 1959 года — сотрудник редакции газеты «Коммунизм ялавӗ»: был заведующим отделами советского строительства, сельского хозяйства, пропаганды, заместителем редактора. Окончил Высшую партийную школу при ЦК КПСС.
С 1957 года — член Союза журналистов СССР (в 1975—1984 годах — член правления Союза); с 3 ноября 1971 по 21 марта 1984 года возглавлял Союз журналистов Чувашской АССР. В 1997 году принят в Союз писателей России.
В 1965—1984 годах — председатель Государственного Комитета Чувашской АССР по телевидению и радиовещанию.

Избирался депутатом Чебоксарского городского Совета (1962—1984), членом Чувашского обкома КПСС (1965—1983).
После выхода на пенсию работал ответственным секретарём журнала «Блокнот агитатора» (чув. Агитатор блокночӗ), затем «Наше слово» (чув. Пирӗн сӑмах). Проживал в Чебоксарах.

## Творчество
Первые публикации в республиканской молодёжной и районной газетах вышли во время учёбы в Марпосадском техникуме. В 1960-е годы публиковал фронтовые воспоминания, публицистические статьи (часть из них — под псевдонимом Микиш Павеле).
Ряд сочинений переведены на русский, украинский, таджикский и венгерский языки.
Сборники юмористических рассказов
- «В жизни всякое случается»
- «Хӑвилософ»
- «Дверь с фамилией»

## Награды и звания
- Почётная грамота Президиума Верховного Совета Чувашской АССР (1973, 1983)
- заслуженный работник культуры Чувашской АССР (1978)
- лауреат республиканской журналистской премии им. С. В. Эльгера (1978)
- орден Отечественной войны II степени (23.12.1980)
- орден Красной Звезды (12.10.1943)
- медаль «За боевые заслуги» (21.7.1943)
- Почётное звание «Отличник телевидения и радиовещания СССР»
- орден «Знак Почёта» (1981)
- Памятный знак «300 лет российской прессы».